# جوزيف بيتر
جوزيف بيتر هو عداء مراثوني سويسري، ولد في 23 ديسمبر 1949.

## وصلات خارجية
- جوزيف بيتر على موقع الاتحاد الدولي لألعاب القوى (الإنجليزية)
- جوزيف بيتر على موقع رابطة إحصائيات سباق الطريق (الإنجليزية)
- جوزيف بيتر على موقع أوليمبيديا (الإنجليزية)